# Il fantasma nella tempesta
Il fantasma nella tempesta (Jes' Call Me Jim) è un film muto del 1920 diretto da Clarence G. Badger.

## Trama
A un inventore viene sottratto il suo brevetto. L'uomo, accusato ingiustamente, va a finire in carcere. Jim Fenton lo aiuta a riabilitarsi, ristabilendo la verità.

## Produzione
Il film fu prodotto per la Goldwyn Pictures Corporation da Samuel Goldwyn. Venne girato nella Redwood forests di Santa Cruz, in California.

## Distribuzione
Distribuito dalla Goldwyn Distributing Company, il film - presentato da Samuel Goldwyn - uscì nelle sale cinematografiche statunitensi il 23 maggio 1920. Esiste ancora copia della pellicola.